# Atelopus pachydermus
Atelopus pachydermus är en groddjursart som först beskrevs av Schmidt 1857.  Atelopus pachydermus ingår i släktet Atelopus och familjen paddor. IUCN kategoriserar arten globalt som akut hotad. Inga underarter finns listade.